# Черцето
Черцето (итал. Cerzeto) — Коммуна в Италии, располагается в регионе Калабрия, подчиняется административному центру Козенца (провинция).
Население составляет 1467 человек (на г.), плотность населения составляет 70 чел./км². Занимает площадь 21 км². Почтовый индекс — 87040. Телефонный код — 0984.
Покровителем коммуны почитается святитель Николай Мирликийский, чудотворец, празднование 6 декабря.